# Ґалкі (Соколовський повіт)
Ґалкі, раніше Галки Руські (пол. Gałki) — село в Польщі, у гміні Репки Соколовського повіту Мазовецького воєводства. Населення — 195 осіб (2011).

## Історія
За даними етнографічної експедиції 1869—1870 років під керівництвом Павла Чубинського, у селі переважно проживали римо-католики, меншою мірою — греко-католики, які здебільшого розмовляли українською мовою.
У 1975—1998 роках село належало до Седлецького воєводства.

## Демографія
Демографічна структура станом на 31 березня 2011 року:
|          | Загалом | Допрацездатний вік | Працездатний вік | Постпрацездатний вік |
| -------- | ------- | ------------------ | ---------------- | -------------------- |
| Чоловіки | 115     | 27                 | 72               | 16                   |
| Жінки    | 80      | 11                 | 45               | 24                   |
| Разом    | 195     | 38                 | 117              | 40                   |